# Patrick Timsit

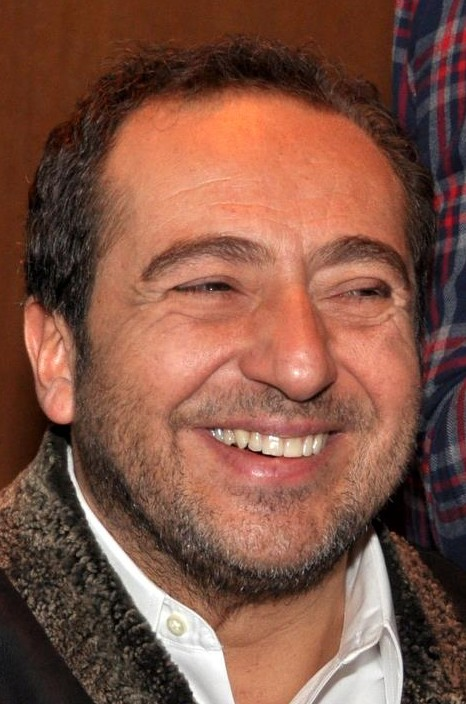
Patrick Timsit, 2013

Patrick Simon Timsit (* 15. Juli 1959 in Algier) ist ein französischer Schauspieler, Kabarettist, Drehbuchautor und Regisseur.

## Leben
Patrick Timsit wurde 1959 als Sohn algerischer Juden in Algier geboren. Infolge des Algerienkriegs – eine Bombe war neben dem Geschäft seines Vaters explodiert – siedelte er 1961 mit seiner Familie nach Paris über, wo seine Eltern ein Lederwarengeschäft eröffneten. Nach dem Erwerb des Baccalauréats war er zunächst im Import-Export-Geschäft und später als Immobilienmakler tätig, gab diesen Beruf jedoch auf, als er seine Liebe zum Theater entdeckte. Im Jahr 1986 stand Timsit erstmals vor der Filmkamera. Für die Filmkomödie Die Krise, mit der er in der Rolle eines Alkoholikers an der Seite von Vincent Lindon einem breiteren Publikum bekannt wurde, erhielt er 1993 seine erste Nominierung für den César als Bester Nebendarsteller. Ein Jahr später war er neben Thierry Lhermitte in dem erfolgreichen Abenteuerfilm Little Indian (1994) zu sehen, der 1997 in Hollywood unter dem Titel Aus dem Dschungel, in den Dschungel mit Tim Allen erneut verfilmt wurde.
Seinen bisher größten Erfolg konnte Timsit mit der Schwulenkomödie Auch Männer mögen’s heiß! von Regisseur Gabriel Aghion an der Seite von Fanny Ardant und Richard Berry verbuchen. Der Film war 1996 in Frankreich mit mehr als vier Millionen Zuschauern der erfolgreichste französische Film des Jahres. Timsit hatte zusammen mit Aghion das Drehbuch für den Film geschrieben, wofür beide in der Kategorie Bestes Drehbuch für den César nominiert wurden. Für seine Rolle des schwulen Adrien erhielt Timsit zudem eine Nominierung als Bester Hauptdarsteller. Abseits des Komödienfachs folgten eine Rolle als Schauspieler zu Zeiten Molières in dem Historienfilm Marquise – Gefährliche Intrige (1997) neben Sophie Marceau und die Hauptrolle des Drogendealers „Teddybär“ in Alain Corneaus Thriller Le Cousin – Gefährliches Wissen (1997), für die er eine weitere César-Nominierung erhielt.
Mit der Krimikomödie Quasimodo d’El Paris, einer modernen Adaption von Der Glöckner von Notre-Dame, lieferte Timsit 1999 sein Regiedebüt, bei dem er an der Seite von Richard Berry und Mélanie Thierry auch die Titelrolle übernahm. Mit seinem Freund Berry, der ihm wiederum in seinem Regiedebüt, der Liebeskomödie L’Art (délicat) de la séduction (2001), die männliche Hauptrolle neben Cécile de France gab, stand er mehrfach gemeinsam vor der Kamera und auch auf der Theaterbühne.
In der Filmkomödie Der Killer und die Nervensäge schlüpfte Timsit 2008 in die von Francis Veber geschaffene Figur des François Pignon, den er zuvor neben Berry auch auf der Theaterbühne verkörpert hatte und der bereits von Jacques Brel (Die Filzlaus, 1973), Pierre Richard (Die Flüchtigen, 1986), Jacques Villeret (Dinner für Spinner, 1998) und Daniel Auteuil (Ein Mann sieht rosa, 2001) auf der Leinwand gespielt worden war.
Neben der Schauspielerei tritt Timsit seit den frühen 1980er Jahren regelmäßig als Kabarettist in einer One-Man-Show auf. Mit seiner Frau Sophie hat er zwei Söhne.

## Filmografie (Auswahl)
Darsteller

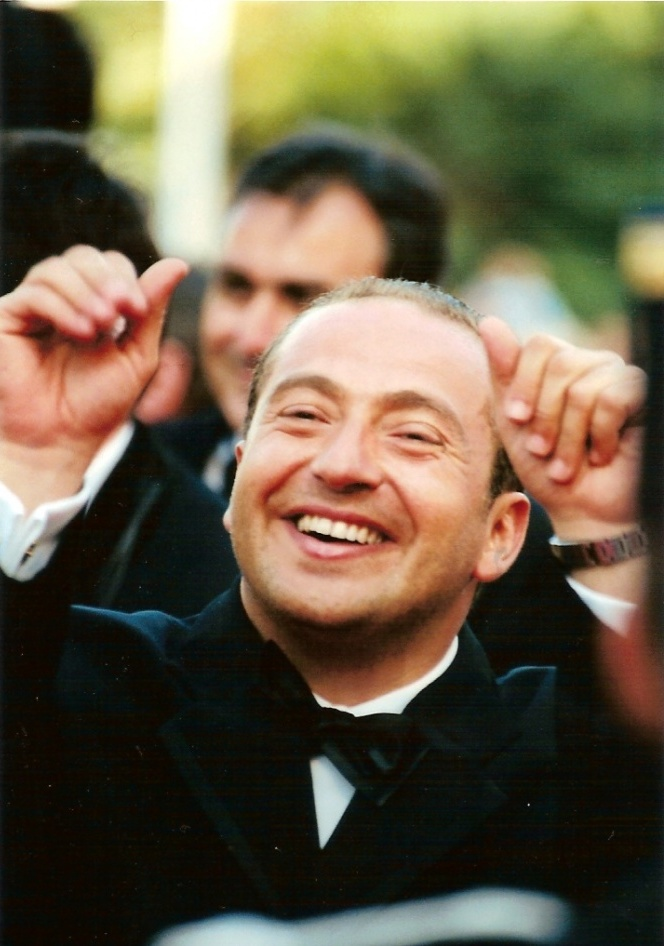
Timsit, 1999

- 1986: Paulette, la pauvre petite milliardaire
- 1988: Rätselhafte Léa (Le crime d’Antoine)
- 1989: Geheimauftrag Erdbeer Vanille (Vanille fraise)
- 1990: Imogène (TV-Reihe, eine Folge)
- 1991: Tolle Zeiten … (Une époque formidable …)
- 1991: Mayrig – Heimat in der Fremde (Mayrig)
- 1992: Ein Affenzirkus (Le bal des casse-pieds)
- 1992: Loulou Graffiti
- 1992: Die Krise (La crise)
- 1993: Mayrig (TV-Miniserie)
- 1994: Angelas Rache (Elles n’oublient jamais)
- 1994: Little Indian (Un indien dans la ville)
- 1996: Auch Männer mögen’s heiß! (Pédale douce) – auch Drehbuch
- 1996: Der grüne Planet – Besuch aus dem All (La belle verte)
- 1996: Passage à l’acte
- 1997: Marquise – Gefährliche Intrige (Marquise)
- 1997: Le Cousin – Gefährliches Wissen (Le cousin)
- 1998: Paparazzi – Fotos um jeden Preis (Paparazzi) – auch Drehbuch
- 1999: Quasimodo d’El Paris – auch Drehbuch und Regie
- 2000: Le prince du Pacifique
- 2001: L’Art (délicat) de la séduction
- 2002: Straße der heimlichen Freuden (Rue des plaisirs)
- 2002: Quelqu’un de bien – auch Drehbuch und Regie
- 2003: Les clefs de bagnole
- 2004: L’américain – auch Drehbuch und Regie
- 2005: Un fil à la patte
- 2006: Incontrôlable
- 2008: Par suite d’un arrêt de travail …
- 2008: Der Killer und die Nervensäge (L’emmerdeur)
- 2012: Auf den Spuren des Marsupilami (Sur la piste du Marsupilami)
- 2012: Stars 80
- 2013: Une chanson pour ma mère
- 2014: Prêt à tout
- 2014: Taxi Brooklyn (TV-Serie, eine Folge)
- 2015: Robin des Bois, la véritable histoire
- 2016: Heimliche Küsse (Baisers cachés) (TV-Film)
- 2016: La Dream Team
- 2017: Dalida
- 2017: Gangsterdam
- 2017: Marie-Francine
- 2017: Santa & Co. – Wer rettet Weihnachten? (Santa & Cie)
- 2017: Stars 80, la suite
- 2018: Unser Geheimnis (Tout contre elle) (TV-Film)
- 2019: J’irai où tu iras
- 2022: Bruder und Schwester (Frère et sœur)

## Theaterauftritte (Auswahl)
- 2005–2007: L’Emmerdeur – unter anderem Théâtre de la Porte Saint-Martin
- 2008: Les aventures de Rabbi Jacob – Palais des congrès de Paris
- 2012–2013: Adressat unbekannt (Address Unknown) – Théâtre Antoine, Festival von Avignon
- 2012–2013: Les derniers jours de Stefan Zweig – Théâtre Antoine
- 2014: Intrigue, luxe et vanité – Vingtième Théâtre
- 2017–2019: Das Buch meiner Mutter (Le livre de ma mère) – unter anderem Théâtre de l’Atelier, Opéra-Comique

## Auszeichnungen
- 1993: Nominierung für den César in der Kategorie Bester Nebendarsteller für Die Krise
- 1997: Zwei Nominierungen für den César in den Kategorien Bester Hauptdarsteller und Bestes Drehbuch für Auch Männer mögen’s heiß!
- 1998: Nominierung für den César in der Kategorie Bester Hauptdarsteller für Le Cousin – Gefährliches Wissen